# XVideos
XVideos é um site de compartilhamento de vídeos pornográficos registrado na empresa tcheca WGCZ Holding. É o site do gênero mais acessado do mundo tendo ultrapassado o Pornhub em novembro de 2009. É o oitavo site mais acessado do Brasil e o quadragésimo sexto nos Estados Unidos. Segundo dados divulgados pela Alexa em outubro de 2019, o site é o sexagésimo oitavo mais acessado no mundo.
A WGCZ Holding também administra o site XNXX (similar do XVideos porém todo azul), a rede de sites Bang Bros e atualmente é a proprietária da revista Penthouse e de seus ativos relacionados. Em 2012, foi estimado que o site transmitia mais de um terabyte por segundo, o equivalente a 1/15 da largura de banda larga disponível de Londres a Nova Iorque.
Desde março de 2016, segundo a Next Web, que o grupo WGCZ Holding é liderado por Stephane Michael Pacaud e Deborah Malorie Pacaud. E em janeiro de 2023, o Financial Times informou que os sites online do grupo WGCZ, incluindo o XVideos, recebem 6 bilhões de visitas por mês.

## História
Fundado cerca de 10 anos depois de seu irmão mais velho, o XNXX, o XVideos (surgido em 1 de março de 2007) serve como um agregador de mídia pornográfica, um tipo de site que dá acesso a conteúdo adulto de maneira similar e, ao mesmo tempo, diferente do YouTube (que serve para conteúdo geral). Vídeos profissionais são misturados com vídeos amadores, além de outros tipos de conteúdo.
Em 2012, o XVideos se tornou o maior site pornô do mundo, com mais de 100 bilhões de visualizações da página por mês. Fabian Thylmann, proprietário da MindGeek, tentou comprar o XVideos em 2012 para criar o monopólio de sites de pornografia. O proprietário francês do XVideos recusou uma oferta informada de mais de US$ 120 milhões, dizendo: "Desculpe, eu tenho que jogar Diablo II."
Em 2014, o Xvideos tentou controversamente forçar os provedores de conteúdo a se comprometerem a renunciar ao direito de excluir vídeos de suas contas ou a encerrar suas contas imediatamente.

### Tráfego e classificação na web
Em dezembro de 2018 , o XVideos ficou considerado como o 10º site mais popular do mundo pelo SimilarWeb na categoria geral e 1º na categoria adulta.

## Censura

### Índia
Em 2015, a empresa foi alvo do governo indiano em uma lista de 857 sites 'pornográficos', que também incluíam sites não pornográficos, como o CollegeHumor. Em 2018, os principais provedores de serviços de Internet bloquearam o acesso ao XVideos, além de outros sites pornográficos.

### Líbano
Em 2014, o Ministro das Telecomunicações do Líbano ordenou que os provedores de serviços de internet bloqueassem seis sites pornográficos, incluindo o XVideos. Alguns provedores de internet não cumpriram, enquanto outros, como o Mobi DSL, aderiram à decisão do ministro.

### Malásia
Em 2015, o governo da Malásia proibiu o XVideos por violar a Lei de Comunicações e Multimídia de 1998, que proíbe que "conteúdo obsceno" seja distribuído digitalmente.

### Filipinas
Em 14 de janeiro de 2017, o presidente Rodrigo Duterte bloqueou o XVideos como parte da Lei da República 9775 (ou Lei de Pornografia Anti-Juvenil).

### Venezuela
Em 14 de junho de 2018, a empresa de serviços de telecomunicações e Internet CANTV bloqueou o acesso ao site sem fornecer nenhuma declaração a respeito.

### Bangladesh
Em 19 de fevereiro de 2019, o governo de Bangladesh bloqueou o acesso ao site, juntamente com 20.000 outros sites pornográficos, como parte de sua guerra anti-pornografia.